# Vesna Parun
Vesna Parun (10. dubna 1922, Zlarin, Království SHS – 25. října 2010, Stubičke Toplice, Chorvatsko) byla chorvatská básnířka.
Patří k poválečné generaci chorvatských spisovatelů, a to i přesto, že své prvotiny sepsala ještě před vypuknutím druhé světové války. V roce 1947 dokončila knihu Zore i vihori (česky Úsvity a vichry), ve které se vymanila z tehdejšího propagovaného kurzu socialistického realismu.[zdroj?] Dostala se tím proto do sporu s komunistickým režimem a prorežimní kritika její básnickou sbírku rychle odsoudila. Ve svých dalších básnických sbírkách (Crna maslina (1955), Vidrama vjerna (1957), Ti i mkad (1995), Bila sam dječak (1963) se soustředila na lásku, opětovanou i neopětovanou a bolest lidí, jimž opětována láska není.
Byla také i autorem veršovaného románu pro děti Mačak Džingiskan i Miki Trasi (1962), za který získala Zmajovu cenu (podle srbského zakladatele dětské literatury, Jovana Jovanoviće Zmaje). Sepsala i celou řadu dalších básniček pro děti.
Za svůj život napsala Vesna Parun celkem 30 knih, mnohé z nich byly básnické sbírky. Její prozaická díla (včetně autobiografie Moj život u 40 vreća) představují jen malou část její tvorby a vznikala především na přelomu 80. a 90. let 20. století.